# Jonathan degli orsi
Jonathan degli orsi è un film del 1994 diretto da Enzo G. Castellari, prodotto e filmato in Russia con il titolo Месть - белого индейца (Vendetta dell'Indiano Bianco).

## Trama
Nord America. Jonathan Kowalsky, divenuto orfano a 6 anni quando vede uccidere i genitori cercatori d'oro, fa amicizia con un cucciolo di orso bruno e viene adottato da Tawanka, capo degli indiani Dakota.
Divenuto adulto lascia il villaggio, inizia a vendicare i genitori e durante il suo viaggio ha modo di opporsi a tutte le forme di discriminazione e sopruso, ma successivamente, quando capisce che sta diventando come quelle persone che cerca di combattere, decide quindi di ritornare alla tribù. Capisce che non c'è un luogo sulla terra che sia esente dalla malvagità dell'uomo ed il nemico da affrontare non è più esterno, ma nel suo cuore.
Mentre ritorna, salva il suo orso da dei cacciatori ed ordina loro di andarsene. Questi ritornano con un gruppo di uomini capeggiati da Maddock, con lo scopo di uccidere Jonathan. Dopo uno scontro al cimitero indiano, Jonathan raggiunge la sua vecchia tribù e scopre che è governata da Chatow, suo fratello adottivo. Si sposa con la squaw Shaya e nei mesi successivi Maddock viene ucciso dal petroliere Fred Goodwin, che prende potere nella città.
Goodwin conosce la zona e vuole impossessarsi dei grandi giacimenti petroliferi situati nella riserva indiana e porta allo scontro le due fazioni. Gli uomini di Goodwin attaccano il villaggio indiano, ma vengono per la maggior parte intrappolati ed uccisi. Shaya viene rapita da alcuni sbandati, Jonathan riesce a liberarla, ma finisce per essere catturato mentre protegge la sua fuga. Viene legato ad un palo della chiesa ed appeso come crocifisso, fino a quando un afroamericano al soldo di Goodwin, comprendendo la sua lotta a difesa degli indiani e degli sventurati, lo libera. In chiesa avviene lo scontro finale, mentre Chatow uccide gli ultimi uomini della banda, Jonathan uccide Goodwin e ritrova sul suo corpo il pendolo-bussola di sua madre. Salvata la comunità indiana e vendicati i suoi genitori si avvia verso l'ignoto con Shaya.

## Accoglienza

### Critica
Il film offre temi di ecologia, differenze culturali e rispetto degli uomini, indifferentemente dal colore della pelle, che sia questa rossa per gli indiani, nera per gli afroamericani, gialla per i cinesi o bianca per ex-coloni europei. Come per altri spaghetti-western, la vendetta e la violenza rischiano di oscurare gli altri temi, nonostante il film sia stato realizzato molto dopo il declino del suo genere.